# Neustetten
Neustetten là một xã ở huyện Tübingenl trong bang Baden-Württemberg nước Đức